# 황룡혜남
황룡혜남(黃龍慧南, 1002∼1069)는 중국 송나라 시대의 승려이다. 원래는 운문종의 선사였으나, 임제종의 석상초원의 제자가 되어 임제종 황룡파를 개창하였다.